# Turmequé
Turmequé es un municipio colombiano ubicado en la provincia de Márquez en el departamento de Boyacá.
Otros nombres: La Cuna Mundial del Tejo, El Valle de las Trompetas.
Está a una distancia de 45 km de Tunja. Se encuentra junto al cerro de pozo negro y cerca al páramo de Guacheneque donde nace el río Bogotá.

## Toponimia
El nombre de Turmequé procede del idioma muisca, y significa «jefe vigoroso». Este municipio también recibe el nombre de valle de las trompetas, porque en la conquista los españoles utilizaron cuatro de estos instrumentos para atemorizar a los indígenas.

## Geografía

### Límites
Turmequé está delimitado por los siguientes municipios:
| Noroeste: Ventaquemada                | Norte: Ventaquemada                                                                   | Nordeste: Nuevo Colón                    |
| Oeste: Villapinzón ( Cundinamarca)    |                                                                                       | Este: Límites entre Nuevo Colón y Úmbita |
| Suroeste: Villapinzón ( Cundinamarca) | Sur: Límites entre Villapinzón ( Cundinamarca) y Úmbita (Reserva Forestal río Bogotá) | Sureste: Úmbita                          |

## Historia
Turmequé antiguamente era una aldea tributaria del hoa de Chunsa, además era fronterizo con la tribu de Eucaneme hacia al sur. En el año de 1490 hubo un conflicto entre las fuerzas del psihipqua de Muyquytá y el hoa de Chunsa a las afueras del pueblo, por la supremacía de esa región. El trueque dentro del pueblo precolombino fue una de las actividades más importantes dentro de la economía, se comerciaba por ejemplo sal de Zipaquirá, o utensilios de barro traídos de Ráquira.
Décadas después el conquistador español Gonzalo Jiménez de Quesada descubrió el pueblo en el año 1537, y lo tomó para España.
El pueblo es nacionalmente reconocido por ser la cuna del deporte local y nacional conocido como Tejo.

## Economía
En la economía se destaca la agricultura, se encuentran cultivos de papa, haba, maíz, fríjol, cebolla, arveja, trigo, cebada y frutas como la ciruela, curuba, feijoa, mora, pera y manzana.
La ganadería ocupa también un lugar importante dentro de la actividad económica de la región, y además también se encuentran varios yacimientos de carbón en los alrededores.

## Turismo
Turmequé ofrece al público los siguientes atractivos turísticos:
- Museo Religioso: consta de 133 piezas de arte religioso.
- Campeonato nacional de Tejo.
- Fiestas religiosas de la Virgen del Carmen en julio, y de la Virgen del Rosario patrona del pueblo durante el 1 y el 4 de noviembre.
- Hacienda La Magdalena: se ubica en un pequeño valle a 6 km de Turmequé, donde podrás hacer lindas caminatas, paseos en bicicleta, visitar la laguna sagrada en el páramo de Guacheneque y conocer algunos pictogramas realizados por los antiguos habitantes de esta región, los Muiscas.

## Galería

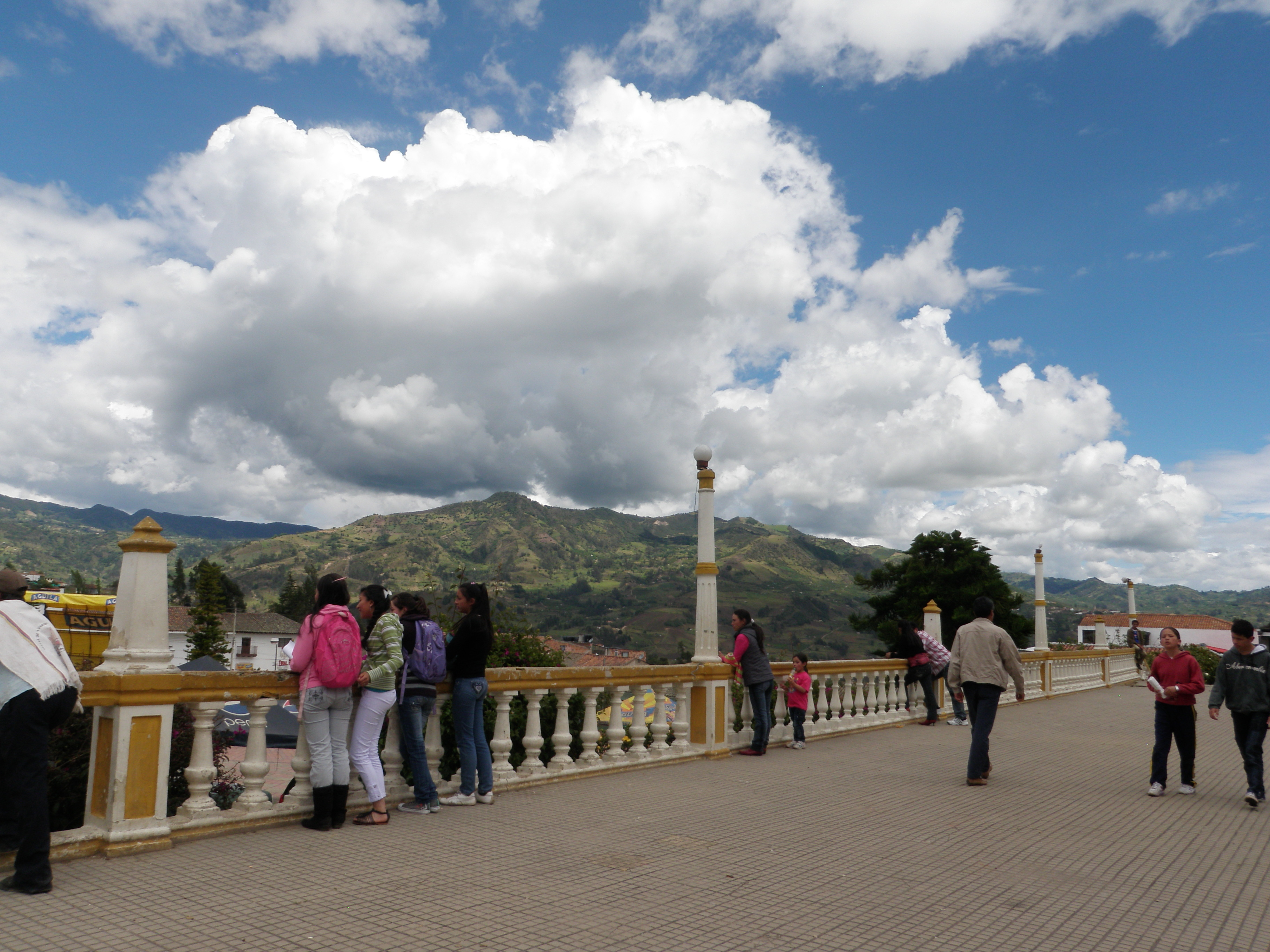
Turmequé, plaza llena de vida.
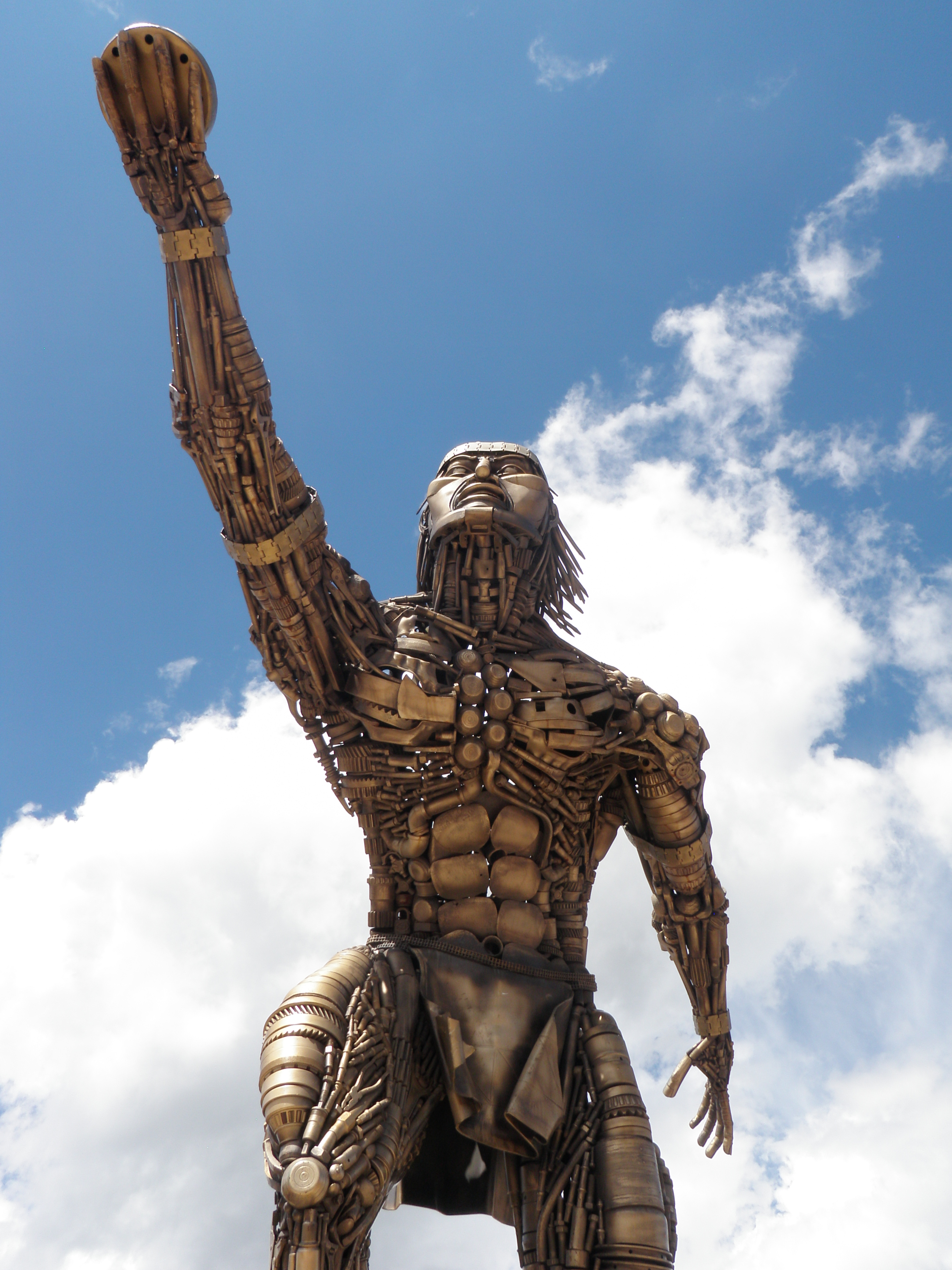
Estatua de indígena practicando el deporte del turmequé en el municipio de Turmequé.